# Southwest Middlesex
Southwest Middlesex (offiziell Municipality of Southwest Middlesex) ist eine Verwaltungsgemeinde im Süden der kanadischen Provinz Ontario. Die Gemeinde liegt im Middlesex County und hat den Status einer Lower Tier (untergeordneten Gemeinde).
Während des Britisch-Amerikanischer Krieges fand hier die Schlacht bei Longwoods statt. An diese Schlacht erinnert heute ein Denkmal und das Gelände wurde am 4. Juni 1924 zur National Historic Site of Canada erklärt.
Die heutige Gemeinde Southwest Middlesex entstand erst zum 1. Januar 2001 durch den Zusammenschluss der Dörfer Glencoe und Wardsville sowie der Townships Ekfrid und Mosa.

## Lage
Southwest Middlesex liegt nördlich des Thames River, etwa 45 Kilometer Luftlinie westlich von London bzw. etwa 50 Kilometer Luftlinie östlich von Chatham-Kent. Southwest Middlesex selber umschließt im südwestlichen Gemeindegebiet vollständig die eigenständige Gemeinde Newbury.
In der Gemeinde gibt es mehrere Siedlungsschwerpunkte. Die beiden größten und wichtigsten sind Glencoe und Wardsville.

## Bevölkerung
Der Zensus im Jahr 2016 ergab für die Gemeinde eine Bevölkerungszahl von 5723 Einwohnern, nachdem der Zensus im Jahr 2011 für die Gemeinde noch eine Bevölkerungszahl von noch 5860 Einwohnern ergeben hatte. Die Bevölkerung hat damit entgegen dem Trend in der Provinz zum letzten Zensus im Jahr 2011 um 2,3 % abgenommen, während der Provinzdurchschnitt bei einer Bevölkerungszunahme von 4,6 % lag. Bereits im Zensuszeitraum von 2006 bis 2011 hatte die Einwohnerzahl in der Gemeinde entgegen dem Provinzdurchschnitt leicht um 0,5 % abgenommen, während die Gesamtbevölkerung in der Provinz um 5,7 % zunahm.

## Verkehr
Southwest Middlesex wird von keiner wichtigen, überregionalen Fernstraßen durchquert. Nördlich und südlich verlaufen jedoch der Kings Highway 402 bzw. der Kings Highway 401. Dafür wird die Gemeinde von Eisenbahnstrecken sowohl der Canadian Pacific Railway wie auch der Canadian National Railway durchquert. Weiterhin halten in Glencoe planmäßig die Corridor-Personenzüge der VIA Rail.